# Zodarion couseranense
Zodarion couseranense là một loài nhện trong họ Zodariidae.
Loài này thuộc chi Zodarion. Zodarion couseranense được Robert Bosmans miêu tả năm 1997.